# Storgozia
Storgozia este o cetate bizantină și sat din antichitatea târzie și evul mediu timpuriu, care se află în parcul de astăzi Kailăka al orașului Plevna din nordul Bulgariei.
Cetatea a fost construită în vremuri romane, probabil pe fundațiile unei alte cetăți care datează din timpul tracic. La începutul secolului al IV-lea, un zid a fost construit în jurul unei cetăți de 2 metri lățime. Conform unor săpături arheologice, situl avea două porți și trei turnuri. În interiorul cetății era o biserică ( bazilică ), care avea o lungime de 45 de metri și o lățime de 22 de metri. Cetatea se crede că a fost distrusă de invazia slavilor din Balcani .

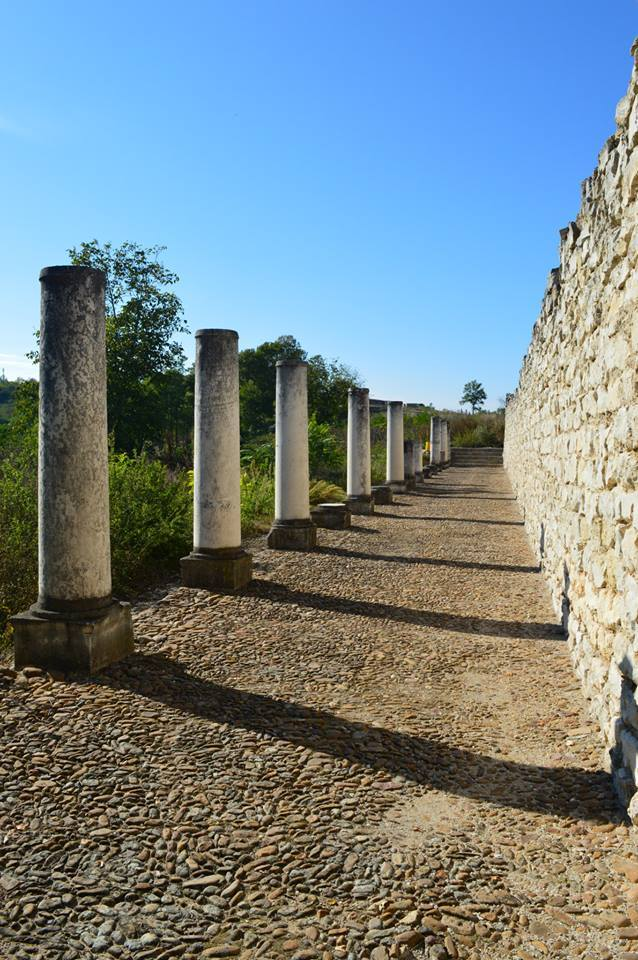
Storgozia